# 李異
李 異（り い、生没年不詳）は、中国の後漢時代末期から三国時代にかけての武将。孫権配下。

## 生涯
建安19年（214年）、益州牧劉璋から劉備に寝返った法正が劉璋に送った書面によれば、孫権が李異・甘寧らを後続部隊として派遣した、としている。もっとも、この文面は劉璋に降伏を迫るためのものであり、実際に孫権がこのような軍事行動を企図したかは不詳である。
建安24年（219年）末から建安25年（220年）にかけて、荊州制圧に従事していた陸遜の命を受けた李異は、謝旌と共に3千の兵を率い、蜀漢の部将である詹晏・陳鳳を攻撃した。この時、李異は水軍を、謝旌は歩兵を率いて要害を占め、詹晏・陳鳳を撃破し、陳鳳を生け捕りとした。さらに房陵太守鄧輔と南郷太守郭睦にも攻撃を仕掛け、これらも撃破した。
黄初2年（221年）7月、劉備が自ら呉討伐に向かった時には、李異は劉阿と共に陸遜指揮下で巫・秭帰に駐屯していた。蜀将呉班・馮習を、李異は劉阿と迎撃したが、ここでは敗退した。しかし翌黄武1年（222年）6月に、陸遜が劉備を撃破すると、永安に逃げた劉備を追い、李異と劉阿は南山に駐屯した。結局、劉備と孫権の間で、まもなく和睦が成立し、休戦となった。
これ以後、李異は史書に登場しない。

### 劉璋配下との関係について
なお、劉璋配下にも、李異と同姓同名の人物がいる。この人物は、元は劉璋に仕えていた趙韙の配下で、いわば陪臣にあたる。東州兵（南陽・三輔から益州に移住していた兵）への益州人の不満を利用して趙韙が反乱を起こすと、李異も当初はこれに従った。しかし、劉璋や東州兵の反撃で趙韙が劣勢となると、李異は僚将の龐楽と共に趙韙を裏切り、これを斬った。建安16年（211年）、益州別駕従事張松が劉璋に進言した際に、龐羲・李異が自らの軍功に驕り、外部と手を結ぼうとしていると述べた。
本記事の李異と、この劉璋配下の李異とは、同一人物の可能性もあるが、それを裏付ける史料はない。なお小南一郎、井波律子らが訳したちくま学芸文庫版は、この2人を別人とみなしている。

## 物語中の李異
小説『三国志演義』では、謝旌と共に孫桓配下の大将として登場する。宜都で蜀軍を迎撃した際に、蜀将張苞に敵わず敗走する謝旌を救おうと、李異は金鍍金の鉞を振るって張苞に挑む。李異も苦戦するが、僚将の譚雄の矢に張苞の馬が射倒され、形勢は逆転する。しかし、李異が落馬した張苞を討ち取ろうとした瞬間、その場に駆けつけた蜀将関興の薙刀の一閃を受け、李異は一刀両断されてしまう。
なお、李異も謝旌も、孫桓に属していたとの記述は史書に見当たらない。